# Luxor

Luxor (em árabe: الأقصر; romaniz.: al-Uqṣur) é uma cidade do sul do Egito, capital da província de mesmo nome. Sua população é de 487 896 habitantes, de acordo com estimativas de 2010 e sua área, de 416 km². Como o local da antiga cidade egípcia de Tebas, a cidade tem sido frequentemente caracterizada como "o maior museu ao ar livre do mundo", como as ruínas dos complexos de templos em Carnaque e Luxor estão imóveis dentro da cidade moderna. Logo em frente, do outro lado do rio Nilo, repousam os monumentos, templos e túmulos da Necrópole de Tebas, que inclui o Vale dos Reis e o Vale das Rainhas. Milhares de turistas de todo o mundo chegam anualmente para visitar estes monumentos, contribuindo grandemente para a economia da cidade moderna.

## Etimologia
O nome Luxor vem do árabe al-quṣūr (القصور), literalmente "os palácios", do pl. de qaṣr (قصر), que é uma palavra de empréstimo do latim castrum, "campo fortificado".

## História
A Luxor moderna cresceu a partir das ruínas de Tebas, antiga capital do Império Novo (1550-1069 a.C.) e situa-se a 670 km ao sul do Cairo. A sua riqueza, tanto arquitetônica como cultural, fazem dela a cidade mais monumental das que albergam vestígios da antiga civilização egípcia. O Nilo separa Luxor em duas partes: a margem oriental, outrora consagrada aos vivos, onde encontramos os vestígios dos mais importantes templos consagrados aos deuses da mitologia egípcia, e a margem ocidental, consagrada aos mortos, onde se localizam algumas das mais importantes necrópoles do Antigo Egito, segundas em importância relativamente às existentes no planalto de Gizé, no Cairo, e onde foram feitos alguns dos achados arqueológicos mais significativos da antiga civilização, designadamente o túmulo de Tutancâmon, descoberto em 1922 pelo célebre arqueólogo e egiptólogo inglês Howard Carter.
Na margem Oriental encontra-se:

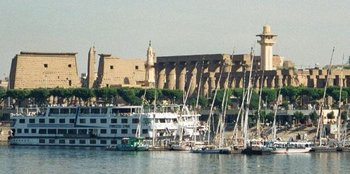
Luxor

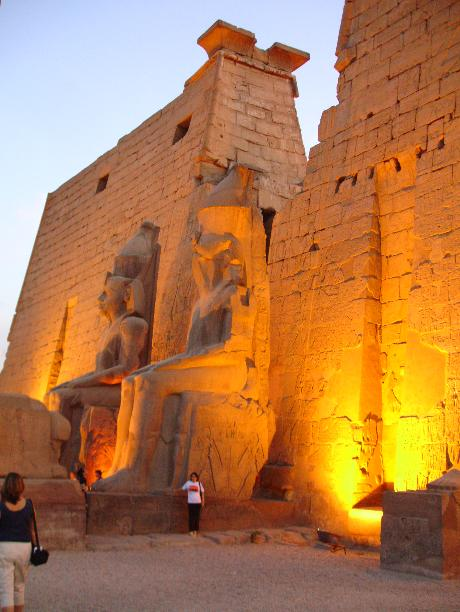
Templo de Luxor, pilonos e estátuas colossais do faraó Ramessés II

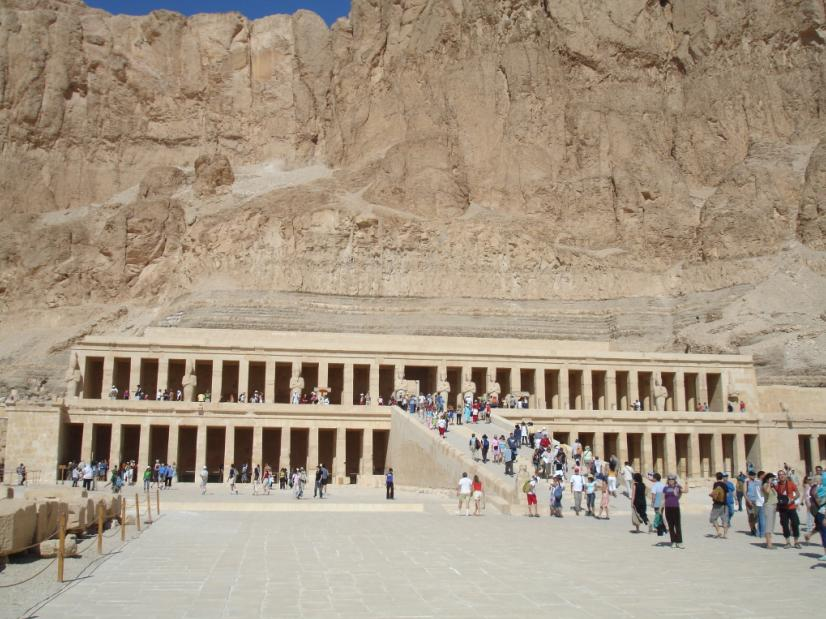
Templo de Hatexepsute, terraços intermediário e superior

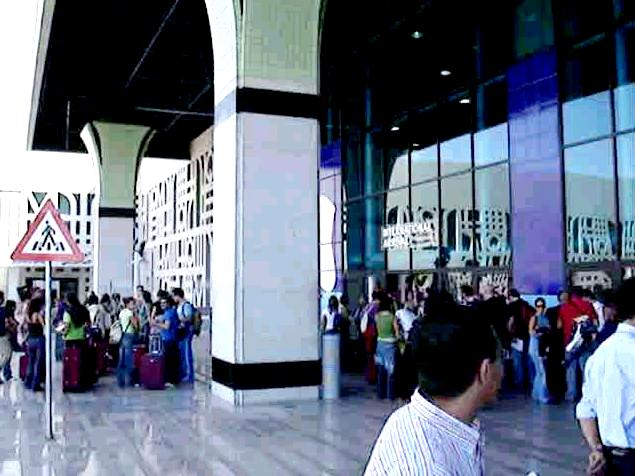
Aeroporto Internacional de Luxor

- O Templo de Carnaque, sendo o maior dos templos do Antigo Egito cujos vestígios chegaram até nós, foi dedicado à tríade tebana divina de Amom, Mut e Quespisiquis, e foi sucessivamente aumentado pelos diversos faraós, tendo levado mais de mil anos a construir. Constitui uma mescla de vários templos fundidos num só. O seu grande destaque é a Grande Sala Hipostila, cujo tecto era suportado por 134 enormes colunas, ainda actualmente existentes, e consideradas como sendo as maiores do mundo.
- O Templo de Luxor, foi iniciado na época de Amenófis III e só foi acabado no período muçulmano. É o único monumento do mundo que contém em si mesmo documentos das épocas faraónica, greco-romana, copta e islâmica, com nichos e frescos coptas e até uma Mesquita (Abu al-Haggag).
- Museu de Luxor, é um belo e interessante museu ainda que pequeno. Foi inaugurado pelo ex-Presidente francês Valéry Giscard d'Estaing em 1974. Possui uma importante colecção de todas as épocas do Antigo Egito. Uma sala aberta recentemente contém as últimas descobertas arqueológicas do Templo de Luxor.

Na margem Ocidental encontram-se:
- O Vale dos Reis, principal necrópole real do Reino Novo do Antigo Egito, possui 62 túmulos dos faraós desse período e também os túmulos dos faraós Tutancâmon, Ramessés IX, Seti I, Ramessés VI e o de Horemebe. Ainda hoje se continuam a retirar jóias dos túmulos dos filhos de Ramessés II. Os túmulos aí existentes designam-se pelas siglas KV (significando Kings Valley, em português vale dos reis) seguidas de um número, sendo este atribuído consoante a ordem cronológica da descoberta de cada túmulo. No total existem 62 túmulos, sendo o mais importante precisamente o número 62, o do faraó Tutancâmon, mais pelo espólio do achado do que porventura a importância do faraó. Em 1994 os arqueólogos começaram a escavar o túmulo KV5, considerado pouco importante até então. Encontrou-se o maior e mais complexo túmulo do Vale dos Reis. Julga-se ter encontrado o túmulo dos 52 filhos de Ramessés II. Até agora foram descobertos uma sala com dezesseis colunas, vários corredores e mais de 100 câmaras. Apesar de não terem sido encontrados tesouros, foram no entanto recuperados do entulho milhares de artefatos. Os trabalhos arqueológicos, ainda longe do fim, prolongar-se-ão por vários anos antes de se abrir o túmulo ao público.
- O Vale das Rainhas, onde se destacam os túmulos do Príncipe Amenkhepchef, da rainha Ti e o da rainha Nefertari, esposa do Faraó Ramessés II. Este último, foi aberto ao público em 1995. No entanto, a entrada neste túmulo está actualmente vedada ao público para conservação dos hieróglifos, recentemente restaurados. Este túmulo dispõe de alguns dos mais bem conservados e coloridos hieróglifos egípcios.
- O Templo de Hatexepsute, o seu estilo arquitectónico é único. Foi projectado e construído por Senenmut, arquitecto da Rainha Hatexepsute. Esta rainha (18ª Dinastia) governou como um autêntico faraó sendo assim considerada a 1ª mulher chefe do Governo na História. Este templo constitui uma visão impressionante, tendo sido talhado parcialmente na rocha, e a visão do mesmo funde-se na grandeza da encosta calcária que lhe serve de apoio. O templo foi posteriormente alterado por Ramessés II e pelos seus sucessores, e mais tarde os cristãos transformaram-no num mosteiro (daí o nome Deir Albari, que significa "Mosteiro do Norte"). Próximo ao templo principal situam-se as ruínas do Templo de Mentuotepe II, Faraó da 11ª Dinastia que unificou o Egito, e o Templo de Tutemés III, sucessor da Rainha Hatexepsute.
- O Vale dos Nobres, contém vários túmulos, as paredes destes túmulos estão decoradas com cenas da vida quotidiana. As mais famosas são as dos túmulos de Ramose, de Najt e de Mena.
- O Templo de Medinet Habu, tal como o Templo de Carnaque, este Templo é compreendido por vários outros templos, a começar pelo Ramessés III. Luxor é servida pelo Aeroporto Internacional de Luxor.

## Geografia
Aproximadamente 4 000 anos atrás, ocorreu uma alteração significativa na geografia do Rio Nilo, particularmente na região próxima à moderna Luxor. Essa transformação envolveu a expansão da planície de inundação, que aumentou a disponibilidade de terras aráveis. Essa mudança geográfica e ambiental provavelmente desempenhou um papel crucial no suporte à produtividade agrícola que sustentou a prosperidade e a estabilidade da antiga civilização egípcia durante esse período e ao longo dos anos.

## Desenvolvimento do turismo

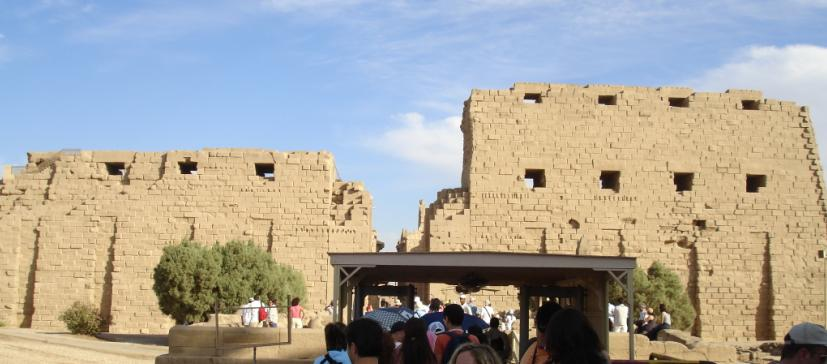
Templo de Carnaque, fachada do primeiro pilono

Um plano controverso de desenvolvimento do turismo visa transformar Luxor em um grande museu ao ar livre. O plano mestre prevê novas estradas, hotéis cinco estrelas, lojas chamativas, e um cinema IMAX. A principal atração é um projeto de 11 milhões de dólares para descobrir e restaurar a Avenida das Esfinges de 2,7 quilômetros de comprimento que uma vez ligou os templos de Luxor e Carnaque. A antiga estrada processional foi construída pelo faraó Amenófis III e tomou sua forma definitiva sob Nectanebo I em 400 a.C.. Mais de mil estátuas de esfinges forravam a estrada agora a ser escavada que foi coberta por sedimentos, casas, mesquitas e igrejas. A escavação começou por volta de 2004.